# 五城楼勝洋
五城楼 勝洋（ごじょうろう かつひろ、1973年〈昭和48年〉8月18日 - ）は、宮城県仙台市青葉区出身で間垣部屋に所属した元大相撲力士。1989年に初土俵を踏み、1998年7月場所では最高位となる東前頭3枚目に昇進。2005年11月場所を最後に引退し、準年寄として間垣部屋の部屋付き親方となる。2006年11月には年寄『浜風』を襲名。2007年11月に間垣部屋から佐渡ヶ嶽部屋に移籍した。
現役時代の得意手は左四つ、寄り、突き、押し。本名は小島 章朋（こじま あきとも）。

## 来歴
東北高等学校時代は剣道と柔道をしており共に有段の腕前だったが、間垣親方（元横綱若乃花）からの誘いを受け高校を中退して角界入りし、1989年11月場所で初土俵を踏んだ。相撲経験はなかったが、長身の恵まれた体格で早くから期待され、入門から13場所で幕下に昇進した。怪我もあり一時は序二段まで陥落したこともあったがすぐに幕下へ復帰した。入門から何回か四股名を改名した後、1993年11月場所からは唐の韓翅の漢詩『同題仙遊観』の冒頭「仙台初見五城楼」に由来する仙台城の別名から取った「五城楼」という四股名を名乗った。
1995年5月場所には東幕下4枚目の位置で6勝1敗の好成績を挙げて、翌7月場所に新十両へ昇進した。十両でも安定した成績を残し、1997年3月場所に新入幕を果たした。1998年7月場所には最高位の東前頭3枚目まで番付を上げたが、三役昇進はならなかった。大胸筋の肉離れの影響もあり3度の休場を余儀なくされ、2000年11月場所には幕下に陥落し、一時は幕下中位まで番付を落としたものの、2001年7月場所に7戦全勝の成績を挙げて初の幕下優勝を果たすと、続く9月場所でも6勝1敗と大きく勝ち越し、翌11月場所には十両に復帰した。
その後、2002年3月場所では幕下へ陥落したものの、その3月場所では東幕下筆頭の位置で7戦全勝の成績を挙げて2回目の幕下優勝を果たし、十両へ復帰した翌5月場所と続く7月場所で2場所連続しての二桁勝利を挙げて、翌9月場所には21場所ぶりとなる再入幕を果たし、翌11月場所には西前頭4枚目まで番付を戻した。しかし、右膝の故障もあって2003年9月場所には十両へ陥落した。2004年11月場所では西十両2枚目の位置で9勝6敗と勝ち越したものの再入幕は果たせず、続く2005年1月場所では西十両筆頭の位置で4勝2敗から9連敗を喫して4勝11敗と大きく負け越した。同年5月場所には再び右膝を痛めて9日目を休場し、10日目から再出場したものの本来の相撲が全く取れずに13日目から再び休場した。翌7月場所では東幕下4枚目まで陥落し、怪我の状態が思わしくないながらも強行出場したが、膝の怪我を悪化させて途中休場した。翌9月場所も西幕下15枚目の位置で全休し、西幕下55枚目まで陥落した翌11月場所でも初日から休場を余儀なくされた。その11月場所5日目に引退届を提出し、準年寄・五城楼として間垣部屋の部屋付き親方となった。2006年9月2日には東京都江東区のホテルで断髪式を行った。
2006年11月場所千秋楽に同じ間垣部屋付きの浜風親方（元小結・三杉里）の退職に伴い、年寄・浜風を襲名した。2007年11月11日に一身上の都合で間垣部屋から佐渡ヶ嶽部屋へ移籍した。

## エピソード
1995年5月場所の番付で、本来ならば五城楼と書かれるはずであったが「五城桜」と四股名を誤記されてしまった。本場所では本来の四股名である五城楼として出場し、6勝1敗と大きく勝ち越して翌7月場所で新十両昇進を果たした。
元幕内の光法とは同年同日生まれであり、同年同日生まれ同士の対戦もあった。

### 1場所2度の反則負け
2003年11月場所4日目の取組において黒海を叩き込んだ際に指が髷に入ってしまい反則負けを喫し、さらにその2日後の6日目にも潮丸を叩き込んだ際に指が髷に入って反則負けとなった。「1場所に2度の反則負け」は史上初のこととなった。

### 2日連続の不戦敗
2005年5月場所7日目に行われた琴春日との取組で、五城楼が土俵際で突き落とされた際に右膝を痛めた。この一番に物言いが付き、協議の結果、五城楼の右膝が落ちるのと琴春日の左肘が付くのが同時とみて取り直しが宣告された。しかし五城楼は立ち上がれず、この一番で勝負審判長を務めていた押尾川親方（元大関・大麒麟）が五城楼の棄権の意思と琴春日の出場の意思を確認した上で、琴春日の不戦勝となった。膝を痛めた五城楼は、翌8日目も出場する予定として休場届をすぐに出さなかったために割が組まれたが、やはり痛みが引かず（後に靱帯断裂と判明）に出場せず、8日目における春ノ山戦も不戦敗扱いとなり、2日連続しての不戦敗となった。
2日連続の不戦敗は1989年9月場所で土俵下に控えていた際に三杉里の下敷きとなった富士乃真以来16年ぶりだが、このような事例では1948年秋場所における前田山（対力道山）以来57年ぶりのこととなった。本人は9日目を休場した後、10日目から再出場したが、全く相撲らしい相撲が取れず、見かねた師匠の間垣親方が12日目の取組後に休場届を提出し、13日目から再び休場した。この場所は3勝8敗4休（うち不戦敗2）であった。なお引退につながったこの怪我はマスコミにより「珍事」として扱われた。

### 「濱風」表記に変更
2011年11月場所よりそれまで「浜風」表記の年寄名を旧字体表記の「濱風」に変更した。歴史的には旧字体表記の方が正式名称であり、襲名当初から自身の名跡名を調べていた五城楼は「いろいろな人に聞いても、文書を見ても『濱風』だった。時期を見て変えようと思っていた」と話していた。2010年には心筋梗塞を患い、古傷の腰痛が再発し、2011年にも病院で定期検査を受けるなど健康面に問題があったため本人は改名効果に期待していた。その後、体調も上向いたこともあり、「浜風」の浜を新字体に戻した上で、下の名前を地元仙台藩の武将・伊達政宗や所属する佐渡ヶ嶽部屋の師匠「佐渡ヶ嶽 満宗」(元関脇・琴ノ若)に因んだ「浜風 政宗」と改名した。

## 主な成績
- 通算成績：504勝446敗142休（97場所）勝率.531
- 幕内成績：113勝135敗7休 勝率.456
- 幕内在位：17場所
- 各段優勝
  - 幕下優勝：2回（2001年7月場所、2002年3月場所）
  - 三段目優勝：1回（1992年3月場所）
  - 序二段優勝：1回（1993年11月場所）

### 場所別成績
| | 一月場所 初場所（東京） | 三月場所 春場所（大阪） | 五月場所 夏場所（東京） | 七月場所 名古屋場所（愛知） | 九月場所 秋場所（東京）   | 十一月場所 九州場所（福岡） |
| --- | ----------------------- | ----------------------- | ----------------------- | --------------------------- | ------------------------- | --------------------------- |
| 1989年 （平成元年） | x                       | x                       | x                       | x                           | x                         | （前相撲）                  |
| 1990年 （平成2年） | 東序ノ口39枚目 6–1      | 東序二段91枚目 3–4      | 西序二段117枚目 6–1     | 東序二段42枚目 3–4          | 西序二段61枚目 6–1        | 東三段目98枚目 4–3          |
| 1991年 （平成3年） | 西三段目72枚目 3–4      | 西三段目90枚目 4–3      | 東三段目68枚目 5–2      | 西三段目38枚目 4–3          | 東三段目23枚目 4–3        | 東三段目8枚目 5–2           |
| 1992年 （平成4年） | 西幕下48枚目 2–5        | 東三段目11枚目 優勝 7–0 | 東幕下10枚目 2–5        | 西幕下21枚目 4–3            | 東幕下15枚目 2–5          | 東幕下32枚目 5–2            |
| 1993年 （平成5年） | 西幕下18枚目 5–2        | 東幕下10枚目 休場 0–0–7 | 西幕下51枚目 休場 0–0–7 | 東三段目31枚目 休場 0–0–7   | 西三段目91枚目 休場 0–0–7 | 東序二段52枚目 優勝 7–0     |
| 1994年 （平成6年） | 東三段目53枚目 7–0      | 東幕下35枚目 4–3        | 西幕下25枚目 4–3        | 東幕下19枚目 4–3            | 西幕下14枚目 5–2          | 西幕下11枚目 5–2            |
| 1995年 （平成7年） | 東幕下4枚目 3–4         | 東幕下9枚目 5–2         | 東幕下4枚目 6–1         | 西十両12枚目 8–7            | 西十両11枚目 9–6          | 西十両8枚目 6–9             |
| 1996年 （平成8年） | 西十両10枚目 9–6        | 西十両7枚目 9–6         | 西十両4枚目 7–8         | 西十両5枚目 7–8             | 西十両6枚目 10–5          | 東十両2枚目 9–6             |
| 1997年 （平成9年） | 西十両筆頭 8–7          | 東前頭16枚目 8–7        | 西前頭13枚目 7–8        | 東前頭15枚目 4–11           | 西十両3枚目 9–6           | 東十両筆頭 8–7              |
| 1998年 （平成10年） | 東前頭16枚目 9–6        | 西前頭13枚目 9–6        | 東前頭7枚目 9–6         | 東前頭3枚目 3–12            | 西前頭9枚目 6–9           | 西前頭13枚目 8–7            |
| 1999年 （平成11年） | 東前頭10枚目 7–8        | 東前頭12枚目 6–9        | 東十両2枚目 7–8         | 東十両4枚目 8–7             | 東十両2枚目 4–4–7         | 東十両8枚目 休場 0–0–15     |
| 2000年 （平成12年） | 東十両8枚目 7–7–1       | 西十両9枚目 休場 0–0–15 | 西十両9枚目 6–9         | 東十両12枚目 9–6            | 西十両6枚目 1–4–10        | 東幕下5枚目 休場 0–0–7      |
| 2001年 （平成13年） | 東幕下5枚目 3–4         | 東幕下9枚目 3–4         | 西幕下15枚目 3–4        | 東幕下22枚目 優勝 7–0       | 西幕下筆頭 6–1            | 東十両10枚目 6–9            |
| 2002年 （平成14年） | 西十両13枚目 7–8        | 東幕下筆頭 優勝 7–0     | 東十両8枚目 11–4        | 西十両筆頭 10–5             | 西前頭9枚目 8–7           | 西前頭4枚目 4–11            |
| 2003年 （平成15年） | 西前頭10枚目 5–10       | 東前頭14枚目 9–6        | 西前頭8枚目 7–8         | 東前頭9枚目 4–4–7           | 西十両筆頭 休場 0–0–15    | 西十両筆頭 3–6–6            |
| 2004年 （平成16年） | 東十両7枚目 休場 0–0–15 | 東十両7枚目 7–8         | 西十両7枚目 7–8         | 東十両8枚目 7–8             | 東十両9枚目 11–4          | 西十両2枚目 9–6             |
| 2005年 （平成17年） | 西十両筆頭 4–11         | 西十両6枚目 5–10        | 西十両10枚目 3–8–4      | 東幕下4枚目 2–3–2           | 西幕下15枚目 休場 0–0–7   | 西幕下55枚目 引退 0–0–3     |
| 各欄の数字は、「勝ち-負け-休場」を示す。 優勝 引退 休場 十両 幕下 三賞：敢=敢闘賞、殊=殊勲賞、技=技能賞 その他：★=金星 番付階級：幕内 - 十両 - 幕下 - 三段目 - 序二段 - 序ノ口 幕内序列：横綱 - 大関 - 関脇 - 小結 - 前頭（「#数字」は各位内の序列） |                         |                         |                         |                             |                           |                             |

### 幕内対戦成績
| 力士名   | 勝数 | 負数 | 力士名   | 勝数 | 負数 | 力士名   | 勝数 | 負数 | 力士名   | 勝数 | 負数 |
| -------- | ---- | ---- | -------- | ---- | ---- | -------- | ---- | ---- | -------- | ---- | ---- |
| 蒼樹山   | 1    | 1    | 安芸乃島 | 4    | 2    | 安芸ノ州 | 5    | 0    | 曙       | 0    | 1    |
| 朝青龍   | 0    | 1    | 朝赤龍   | 2    | 0    | 朝乃翔   | 4    | 1    | 朝乃若   | 6    | 1    |
| 旭豊     | 4    | 1    | 安美錦   | 2    | 3    | 潮丸     | 0    | 1    | 皇司     | 1    | 0    |
| 大碇     | 0    | 1    | 大日ノ出 | 0    | 1    | 小城錦   | 4    | 0    | 魁皇     | 0    | 1    |
| 海鵬     | 2    | 4    | 春日王   | 2    | 1    | 春日錦   | 1    | 1    | 巌雄     | 2    | 2    |
| 北勝鬨   | 2    | 3    | 旭鷲山   | 3    | 5    | 旭天鵬   | 1    | 1    | 金開山   | 2    | 0    |
| 光法     | 0    | 1    | 琴稲妻   | 3    | 1    | 琴錦     | 0    | 1    | 琴ノ若   | 0    | 3    |
| 琴光喜   | 0    | 2    | 琴龍     | 3    | 7    | 小錦     | 2    | 1    | 敷島     | 0    | 3    |
| 十文字   | 1    | 2    | 大至     | 1    | 0    | 貴闘力   | 0    | 1    | 貴ノ浪   | 0    | 2    |
| 貴乃花   | 0    | 1    | 隆乃若   | 0    | 1    | 高見盛   | 0    | 2    | 玉春日   | 1    | 3    |
| 玉乃島   | 0    | 2    | 玉力道   | 1    | 2    | 千代大海 | 0    | 1    | 千代天山 | 0    | 2    |
| 出島     | 0    | 1    | 寺尾     | 5    | 3    | 出羽嵐   | 2    | 0    | 闘牙     | 0    | 2    |
| 時津海   | 1    | 3    | 土佐ノ海 | 1    | 1    | 栃東     | 0    | 1    | 栃栄     | 0    | 1    |
| 栃乃洋   | 3    | 4    | 栃乃花   | 2    | 1    | 栃乃和歌 | 1    | 6    | 濱ノ嶋   | 4    | 5    |
| 肥後ノ海 | 3    | 3    | 武雄山   | 3    | 1    | 北勝力   | 2    | 2(1) | 舞の海   | 2    | 2    |
| 三杉里   | 1    | 0    | 水戸泉   | 2    | 5    | 湊富士   | 3    | 5    | 雅山     | 0    | 2    |
| 武蔵丸   | 0    | 1    | 武双山   | 0    | 2    | 燁司     | 1    | 0    | 力櫻     | 0    | 3    |
| 若の里   | 0    | 1    | 若乃花   | 0    | 1    | 和歌乃山 | 5    | 0    |          |      |      |

## 改名歴
- 小島 章朋（こじま あきとも）1989年11月場所
- 若小島 章朋（わかこじま -）1990年1月場所
- 若仙竜 章朋（わかせんりゅう -）1990年3月場所-1991年7月場所
- 若展竜 章朋（わかてんりゅう -）1991年9月場所-1993年9月場所
- 五城楼 章朋（ごじょうろう -）1993年11月場所-2000年3月場所
- 五城楼 勝洋（- かつひろ）2000年5月場所-2005年11月場所

## 年寄変遷
- 五城楼 勝洋（ごじょうろう かつひろ）2005年11月-2006年3月〔準年寄〕
- 五城楼 昭二（ごじょうろう しょうじ）2006年3月-2006年11月
- 浜風 秀章（はまかぜ ひであき）2006年11月-2011年11月
- 濱風 秀章（はまかぜ ひであき）2011年11月-2018年8月
- 浜風 政宗（はまかぜ まさむね）2018年8月-